# Tubino

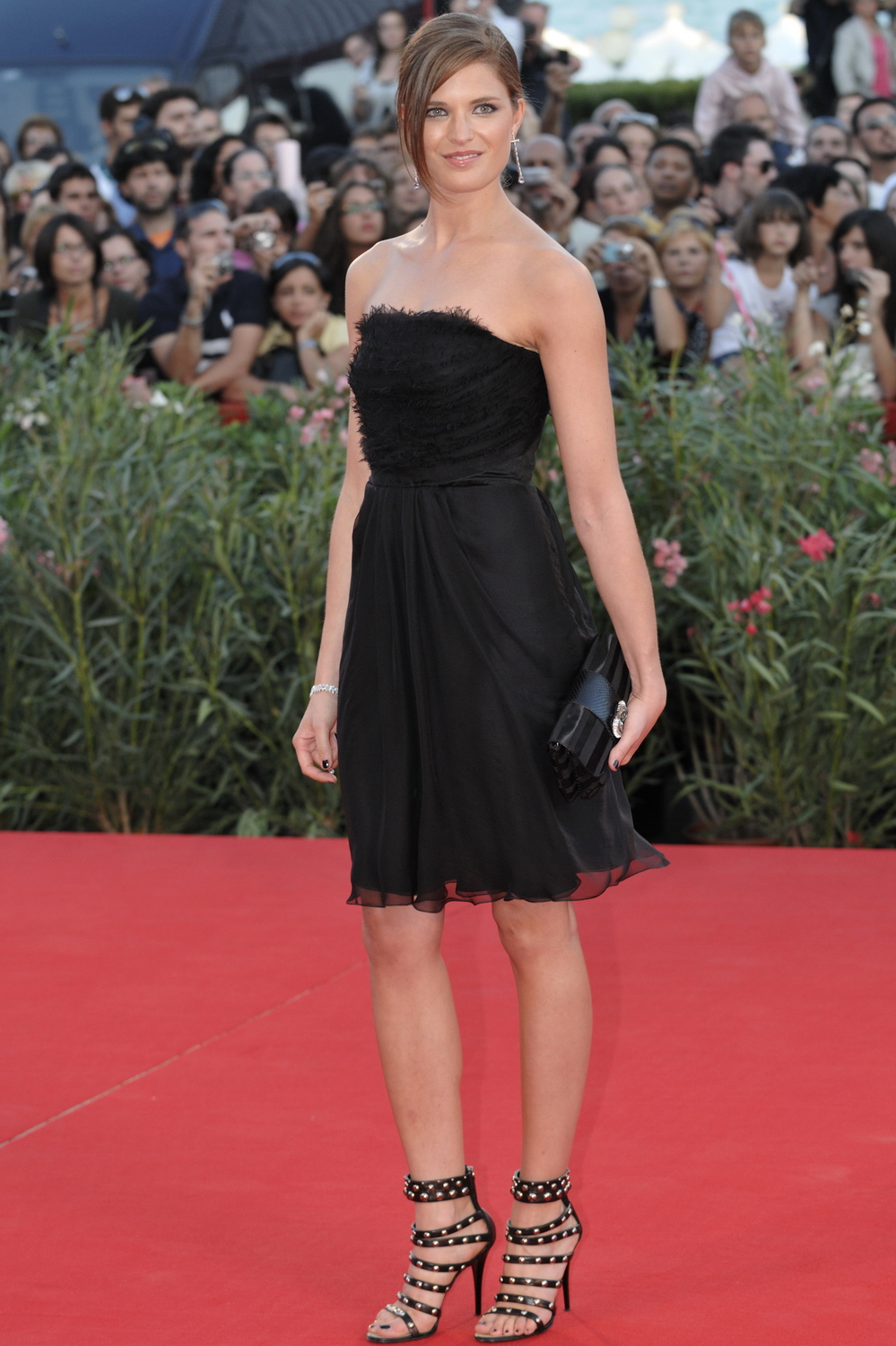
Alessia Piovan con indosso un tubino nero

Il tubino (spesso chiamato anche tubino nero, per via dell'identificazione con il suo colore più diffuso) è un particolare tipo di abito femminile da sera o da cocktail. Il taglio consiste semplicemente in un abito corto e senza maniche.

## Storia
Il tubino fu inventato nel 1926 dalla stilista Coco Chanel col nome di Petite robe noire (vestitino nero), e con l'intenzione di creare un abito adatto per qualunque occasione. La popolarità del capo aumentò negli anni sessanta dopo che Audrey Hepburn lo indossò nel celebre film Colazione da Tiffany. Il modello indossato dalla Hepburn è stato venduto all'asta da Christie's per 410.000 sterline nel 2006.
Il tabloid inglese Daily Mail ha pubblicato un sondaggio dal quale è risultato che secondo il 75% delle donne intervistate, il tubino è risultato essere il capo d'abbigliamento più importante nella storia dell'abbigliamento, davanti ai jeans e al reggiseno Wonderbra.
La giornalista italiana Camilla Cederna era solita chiamare il tubino con l'appellativo scemarello.